# Zodarion bosmansi
Zodarion bosmansi là một loài nhện trong họ Zodariidae.
Loài này thuộc chi Zodarion. Zodarion bosmansi được Pekár & Cardoso miêu tả năm 2005.